# Warszawa Ursus Północny
Warszawa Ursus Północny – przystanek kolejowy Polskich Kolei Państwowych położony w warszawskich dzielnicach Ursus i Włochy, przy ulicy Szamoty.

## Ruch pasażerski[1]
| Rok  | Wymiana pasażerska na dobę |
| ---- | -------------------------- |
| 2017 | 300–499                    |
| 2018 | 500-699                    |
| 2019 | 300-499                    |
| 2020 | 200-299                    |
| 2021 | 200-299                    |
| 2022 | 300-499                    |
| 2023 | 300-499                    |

## Opis
Przystanek został zbudowany według projektu Arseniusza Romanowicza z 1971 roku.
Z przystanku można dojechać elektrycznymi pociągami podmiejskimi m.in. do śródmieścia, a także do Łowicza i Pilawy.
Od południowej strony przystanku znajdują się pochylnie, zaś od północnej schody. Perony były pierwotnie w pełni zadaszone. Ze względu na lokalizację przystanku na nasypie zastosowano perony z elementów prefabrykowanych na palach.
W 2024 roku stan nawierzchni peronów  był zły; przez ubytki w betonie widoczne były pręty zbrojeniowe, a szczeliny były zaślepiane doraźnie blachą.
| Przewoźnik         | Przewoźnik | Trasa |       |
| ------------------ | ---------- | --- | ----- |
| Koleje Mazowieckie | R2         | Ożarów Mazowiecki – Warszawa Ursus Północny – Warszawa Zachodnia – Warszawa Śródmieście – Warszawa Wschodnia – Warszawa Rembertów – Sulejówek – Mińsk Mazowiecki.                | [ 5 ] |
| Koleje Mazowieckie | R3         | Warszawa Wschodnia – Warszawa Śródmieście – Warszawa Włochy – Warszawa Ursus Północny – Ożarów Mazowiecki - Błonie – Sochaczew - Łowicz Główny.                                  |       |
| Koleje Mazowieckie | R7         | Łowicz Główny - Sochaczew - Błonie - Warszawa Ursus Północny - Warszawa Zachodnia - Warszawa Śródmieście - Warszawa Wschodnia - Otwock - Celestynów - Pilawa - Sobolew - Dęblin. |       |